# Байкало-Кударинское сельское поселение
Се́льское поселе́ние «Байкало-Кударинское» (бур. Байгалай Хүдэриин hомон) — муниципальное образование в Кабанском районе Бурятии Российской Федерации.
Административный центр — село Кудара.

## История
Статус и границы сельского поселения установлены Законом Республики Бурятия от 31 декабря 2004 года № 985-III «Об установлении границ, образовании и наделении статусом муниципальных образований в Республике Бурятия»

## Население
| 2002  | 2011  | 2012  | 2013  | 2014  | 2015  | 2016  |
| ----- | ----- | ----- | ----- | ----- | ----- | ----- |
| 2454  | ↘2197 | ↘2161 | ↗2194 | ↗2195 | ↘2174 | ↗2179 |
| 2017  | 2018  | 2019  | 2020  | 2021  | 2023  | 2024  |
| ↘2165 | ↘2154 | ↘2113 | ↘2098 | ↘1969 | ↘1916 | ↘1907 |

## Состав сельского поселения
| № | Населённый пункт | Тип населённого пункта       | Население |
| - | ---------------- | ---------------------------- | --------- |
| 1 | Кудара           | село, административный центр | ↘2058     |
| 2 | Шерашово         | село                         | ↘150      |